# انتقام رومن
«انتقام رومن» (به انگلیسی: Roman's Revenge) تک‌آهنگی از هنرمند اهل ترینیداد و توباگو نیکی میناژ، امینم است. این تک‌آهنگ در آلبوم جمعه صورتی قرار داشت.